# Charles Mahuza Yava
Mons. Charles Mahuza Yava, S.D.S. (* 29. července 1960, Sandoa) je konžský římskokatolický duchovní, biskup a apoštolský vikář Komorských ostrovů.

## Život
Narodil se 29. července 1960 v Sandoze.
Po střední škole vstoupil do Společnosti Božského Spasitele v Tanzanii. Teologii a filosofii studoval na Institutě Jana XXIII. v Kolwezi, který vedou františkáni. Dne 8. září 1991 složil své věčné řeholní sliby.
Dne 8. května 1993 byl vysvěcen na kněze. Stal se farním vikářem farnosti Nejsvětějšího Srdce v Ntitě. Od roku 1994 studoval na Centre Sèvres v Paříži. Po návratu byl jmenován novicmistrem v Kolwezi a poté v Lubumbashi.
V letech 1997–2003 byl provinčním vikářem a následně rektorem teologického institutu. Od roku 2003 také působil jako provinční představený konžské vice-provincie. Roku 2006 byl zvolen provinciálem afrických salvatoriánů.
Dne 1. května 2010 jej papež Benedikt XVI. jmenoval apoštolským vikářem Komorských ostrovů a titulárním biskupem z Apisa maius. Biskupské svěcení přijal 19. června 2010 z rukou biskupa Denise Wiehe. Spolusvětiteli byli biskup Maurice Piat a biskup Gilbert Guillaume Aubry.